# تفاضل
حساب التفاضل (بالإنجليزية: Differential calculus) هو فرع من فروع الرياضيات يندرج تحت حساب التفاضل التكامل (Calculus)، يختص بدراسة معدل تغير دالة ما (y = ƒ(x بالنسبة للمتغير المستقل (x). أول المسائل التي يعنى هذا الفرع الرياضي بدراستها هو الاشتقاق. مشتقة الدالة (y = ƒ(x عند نقطة ما تصف السلوك الرياضي والهندسي للدالة عند هذه النقطة أوعند النقاط القريبة جدًا منها، والمشتقة الأولى للدالة عند نقطة معينة تساوي قيمة ميل المماس للدالة عند هذه النقطة، وبصفة عامة فإن المشتقة الأولى للدالة عند نقطة معينة تمثل أفضل "تقريب خطي" للدالة عند هذه النقطة.
عملية إيجاد المشتقات تسمى "التفاضل"، والنظرية الأساسية لحساب التفاضل والتكامل تنص على أن التفاضل هو العملية العكسية للتكامل، تماماً كما تعد عمليتا القسمة والطرح عمليتين عكسيتين للضرب والجمع على التوالي.
للتفاضل تطبيقات متعددة، ففي الفيزياء مثلا: المعدل الزمني للتغير في إزاحة جسيم متحرك هي سرعة الجسيم والمعدل الزمني للتغير في الإزاحة هو تفاضلها بالنسبة للزمن، أما تفاضل السرعة بالنسبة للزمن فيعطي العجلة، وللتفاضل أهمية أيضًا في قوانين نيوتن فالقانون الثاني ينص على أن القوة هي المعدل الزمني للتغير في كمية التحرك (أي تفاضل كمية التحرك بالنسبة للزمن)، كذلك من تطبيقاته إيجاد معدل التفاعل لتفاعل كيميائي، وفي بحوث العمليات تحدد المشتقات أوالتفاضلات الطرق المثلى لتصميم المصانع ونقل المواد أو الخامات أو المنتجات.
تستخدم المشتقات في إيجاد القيم العظمى والصغرى للدالة. المعادلات التي تتضمن تفاضلات (مشتقات) تسمى المعادلات التفاضلية، وهي من المعادلات الأساسية والهامة في توصيف الظواهر الطبيعية. تظهر المشتقات في العديد من مجالات الرياضيات كالتحليل العقدي، والتحليل الدالي، والهندسة التفاضلية، ونظرية القياس، والجبر المجرد.

## المبدأ
يعتمد التفاضل على إيجاد معادلة لإيجاد الميل عند نقطة معينة عن طريق تقليل الفرق بين التغير في قيم س إلى صفر تقريبا وهذا هو الاشتقاق
إذ أن قاعدة الميل هي: Δص\Δس ({\displaystyle m={\Delta y \over \Delta x}})
إذن Δس تؤول إلى صفر ({\displaystyle \Delta x\rightarrow 0})
أي أن س2-س1---->صفر ({\displaystyle x_{2}-x_{1}\rightarrow 0})
أي أن س2---->س1 ({\displaystyle x_{2}\rightarrow x_{1}})
وبما أن Δس لا تساوي صفر ولكن تقترب منها فإن القيمة لا تصبح غير معرفة ({\displaystyle \Delta x\rightarrow 0})
أي أن Δ صΔ س: Δس---->صفر ({\displaystyle {\Delta y \over \Delta x}\Longrightarrow \Delta x\rightarrow 0})
= ص2 - ص1س2 - س1 : س2---->س1 ({\displaystyle \Longrightarrow {y_{2}-y_{1} \over x_{2}-x_{1}}\Longrightarrow x_{2}\rightarrow x_{1}})
= ق(س2) - ق(س1)س2 - س1 : س2---->س1 ({\displaystyle \Longrightarrow {f(x_{2})-f(x_{1}) \over x_{2}-x_{1}}\Longrightarrow x_{2}\rightarrow x_{1}})
ومن هنا نستنتج أن الاشتقاق هو ميل مماس نقطة معينة في المنحنى، ونستنتج أيضا أن المماس ليس مارا
بنقطة واحدة، وإنما بنقطتين البعد السيني بينهما قريب جدا من الصفر أي أنه يؤول إلى الصفر وتكتب صيغة الإشتقاق كالآتي:
{\displaystyle f'(x)={\frac {dy}{dx}}=\lim _{\Delta \mathbf {x} \to 0}{\frac {f(x+\Delta \mathbf {x} )-f(x)}{\Delta \mathbf {x} }}.}

## طريقة الحل
نقوم بالاشتقاق معتمدين على حساب النهايات وفرض متغيرات مختلفة، فمثلًا:
كمتغيرات:
Δس = س2 - س1
س1 = س2 - Δس
س2 = Δس + س1
ونفرض Δس = هـ
أو يمكننا فرض س2 = ج
ونقوم بدلًا من كتابة ص بكتابة ق(س)
أي أن المعادلة النهائية هي:
ق(س2) - ق(س1)\س2 - س1 : س2---->س1
= ق(س + هـ) - ق(س)\هـ : هـ----> صفر
= ق(ج) - ق(س)\ج - س : ج----> س1

## مثال
أوجد مشتقة س2
وحسب القانون : ق(س+هـ)-ق(س)\هـ : هـ ----> صفر
ونعوض في المعادلة
س²+2س هـ+هـ²-س²\هـ : هـ---->صفر
نحل المعادلة
س²-س²+هـ(2س+هـ)\هـ : هـ---->صفر
= هـ(2س+هـ)\هـ : هـ---->صفر
= 2س+هـ : هـ---->صفر
= 2س
وفعلا مشتقة س² = 2س
وكقاعدة عامة، فإن مشتقة أي كثير حدود درجته أكبر من صفر هي:
ق(س) = أسع+ب س(ع-1)+...+ج
قَ(س) = (أ×ع)س(ع-1)+(ب(ع-1))س(ع-2)+...+0

## الاشتقاق الضمني
هذا الاشتقاق يعمد إلى إيجاد ميول المماسات في العلاقات التي لا تمثل اقترانات، حيث يعجز الاشتقاق العادي عنها.
فتمثيل الاشتقاق يكون ب (دص\دس) تمثيلا لكتابة ص بواسطة س، أي أن ص = أسع+وسك+...
أي أن قيمة ص تحدد بقيمة س
وإذا أخذنا الاشتقاق (دس\دص) فإننا وقتها نعتبر قيمة س تتغير وفقا ل ص
أي أن س = أصع+وصك+...
إذن دص\دس تعبر عن ق(س)
وكذلك دس\دص يعبر عن ق(ص)
ودائما يتغير المتغير الذي في الأعلى ويبقى الذي في الأسفل ثابتا.
..

## مثال
إذا أردنا إيجاد دص\دس {\displaystyle \left({\frac {\mathrm {d} y}{\mathrm {d} x}}\right)}في الاقتران
ق(س) = س³+3س²-2س+4 ( {\displaystyle f(x)=x^{3}+3x^{2}-2x+4} )
قَ(س) = 3س²+6س-2 ({\displaystyle f'(x)=3x^{2}+6x-2})
وهذا وفقا لتعميم
والحل بالطريقة الجديدة
قَ(س) = 3س²(دس\دص)+6س(دس\دص)-2(دس\دص)
وبما أن دس\دص= 1 فإنها لا تؤثر على النتيجة ويكون الجواب النهائي : قَ(س) = 3س²+6س-2

## النهايات
إن المبدأ الأساسي لحساب التفاضل وكذلك لحساب التكامل المحدد يعتمد اعتمادا كبيرا على فكرة النهايات ولقد ابتدع كل من إسحاق نيوتن وجوتفريد ليبنتز العلاقة بين التفاضل والتكامل ومن ثم فإليهما يرجع الأساس في اكتشاف علم التفاضل والتكامل وتجدر الإشارة إلى أن جهودهما كانتا منفصلتان كل عن الآخر لذلك فقد ساهم كل منهما مساهمة كبيرة في اكتشاف وتطور هذا العلم.

## أقرأ أيضا
- تفاضل كامل
- التفاضل والتكامل